# Bầu cử tổng thống Nga 2024

Logo bầu cử

Cuộc bầu cử tổng thống được tổ chức tại Nga từ ngày 15 đến ngày 17 tháng 3 năm 2024. Đây là cuộc bầu cử tổng thống lần thứ tám ở nước này. Tổng thống đương nhiệm Vladimir Putin giành chiến thắng với 88% phiếu bầu, tỷ lệ cao nhất trong một cuộc bầu cử tổng thống ở nước Nga thời hậu Xô Viết, giành được nhiệm kỳ thứ năm trong điều được nhiều người coi là một kết luận bỏ qua. Ông dự kiến sẽ nhậm chức vào ngày 7 tháng 5 năm 2024.
Vào tháng 11 năm 2023, Boris Nadezhdin, cựu thành viên của Duma Quốc gia, đã trở thành người đầu tiên được một đảng chính trị đã đăng ký hậu thuẫn tuyên bố tranh cử, tham gia phản chiến. Theo sau ông là ứng cử viên đương nhiệm và độc lập Vladimir Putin vào tháng 12 năm 2023, người đủ điều kiện để tái tranh cử do sửa đổi hiến pháp năm 2020. Cuối tháng đó, Leonid Slutsky của Đảng Dân chủ Tự do, Nikolay Kharitonov của Đảng Cộng sản và Vladislav Davankov của Những người mới đã công bố ứng cử của họ.
Các ứng cử viên khác cũng đã tuyên bố tranh cử nhưng bị Ủy ban bầu cử trung ương (CEC) cấm vì nhiều lý do. Như trường hợp trong Bầu cử tổng thống năm 2018, lãnh đạo đối lập nổi bật nhấtr, Alexei Navalny, đã bị cấm tranh cử do từng có tiền án được coi là có động cơ chính trị. Navalny chết trong tù vào tháng 2 năm 2024, vài tuần trước cuộc bầu cử, trong những hoàn cảnh đáng ngờ. Nadezhdin, mặc dù đã vượt qua giai đoạn đầu của quá trình, vào ngày 8 tháng 2 năm 2024, cũng bị cấm tranh cử. Quyết định này được công bố tại một phiên họp đặc biệt của CEC, với lý do bị cáo buộc có sự bất thường trong chữ ký của cử tri ủng hộ ứng cử viên của ông. Nadezhdin là ứng cử viên duy nhất phản chiến rõ ràng được được cho là lý do thực sự khiến ông bị loại, mặc dù Davankov đã hứa "hòa bình và đàm phán theo các điều kiện của riêng chúng tôi." Kết quả là Putin không gặp phải sự phản đối rõ ràng nào. Các nhà hoạt động chống Putin kêu gọi cử tri làm hỏng lá phiếu của họ. Cuộc bầu cử đã chứng kiến 1,4 triệu phiếu bầu không hợp lệ hoặc phiếu trống, chiếm khoảng 1,6% tổng số phiếu bầu, tăng 45% so với cuộc bầu cử năm 2018.